# Barbara Hendricks (politica)
Barbara Hendricks (Kleve, 29 aprile 1952) è una politica tedesca.
Dopo le elezioni politiche che hanno portato alla formazione di una coalizione tra Unione Cristiano Democratica  (CDU), Unione Cristiano-Sociale in Baviera (CSU) e Partito Socialdemocratico di Germania (SPD), è stata nominata ministro federale dell'ambiente, della conservazione della natura, dei lavori pubblici e della sicurezza nucleare nel terzo governo Merkel.

## Biografia
Nel 1970 supera l'esame di maturità nella sua città natale. Nel 1976 si è laureata in storia e sociologia presso l'Università di Bonn. Supera l'esame di stato di maestra che le dà l'abilitazione all'insegnamento nelle scuole secondarie. Nel 1980 ha conseguito il dottorato. 

## Carriera politica
Nel 1972 è diventata membro del Partito Socialdemocratico di Germania. Ha lavorato in un'organizzazione studentesca e negli anni 1978-1981 nell'ufficio stampa della fazione SPD nel Bundestag. Dal 1981 al 1990 è stata portavoce del ministro delle finanze del governo della Renania Settentrionale-Vestfalia. Dal 1991 al 1994 ha lavorato presso il Ministero dell'ambiente di questo stato. Membro, tra gli altri dell'organizzazione operaia AWO e dell'organizzazione cattolica ZdK.
Nel 1994 è stata eletta per la prima volta al Bundestag. È stata poi rieletta alle elezioni del 1998, 2002, 2005, 2009, 2013 e 2017.
Dall'ottobre 1998 al novembre 2007 è stata segretario di Stato parlamentare presso il Ministero delle finanze nei governi di Gerhard Schröder e Angela Merkel. Nel 2001 è entrata a far parte del consiglio nazionale della SPD e nel 2007 è diventata tesoriera del partito. Nel dicembre 2013 è stata nominata ministro federale dell'ambiente, della conservazione della natura e della sicurezza dei reattori nel terzo gabinetto di Angela Merkel. Ha ricoperto questo incarico fino a marzo 2018.

## Vita privata
Barbara Hendricks è una lesbica aperta che ha fatto coming out poco dopo essere diventata ministro.